# إستيل همسلي
إستيل همسلي (بالإنجليزية: Estelle Hemsley) هي ممثلة أمريكية، ولدت في 5 مايو 1887 في بوسطن في الولايات المتحدة، وتوفيت في 5 نوفمبر 1968 في هوليوود في الولايات المتحدة.

## أعمال

### أفلام
- (1963) أمريكا أمريكا

## وصلات خارجية
- إستيل همسلي على موقع IMDb (الإنجليزية)
- إستيل همسلي على موقع روتن توميتوز (الإنجليزية)
- إستيل همسلي على موقع ألو سيني (الفرنسية)
- إستيل همسلي على موقع أول موفي (الإنجليزية)
- إستيل همسلي على موقع قاعدة بيانات برودواي على الإنترنت (الإنجليزية)
- إستيل همسلي على موقع قاعدة بيانات الأفلام السويدية (السويدية)
- إستيل همسلي على موقع قاعدة بيانات الفيلم (الإنجليزية)
- إستيل همسلي على موقع ليتربوكسد (الإنجليزية)
- إستيل همسلي على موقع كينوبويسك (الروسية)